# لا لاندي دو لوجي (أورن)
لا لاندي دو لوجي هي بلدية في أورن في شمال غرب فرنسا.